# Litsea curtisii
Litsea curtisii är en lagerväxtart som beskrevs av James Sykes Gamble. Litsea curtisii ingår i släktet Litsea och familjen lagerväxter. Inga underarter finns listade i Catalogue of Life.